# Andrucha Waddington
Andrucha Waddington, nome d'arte di Andrew Waddington (Rio de Janeiro, 20 gennaio 1970), è un regista e produttore cinematografico brasiliano.

## Biografia
Fratello di Ricardo Waddington, anch'egli regista, Andrew ha preferito farsi chiamare Andrucha (ipocoristico del nome russo Andrei): questo era il nomignolo datogli da sua madre, la psicoanalista ucraina Irina Popow.
Ha colto il suo primo successo dirigendo il film Eu tu eles, presentato in concorso a Cannes nel 2000.
Nel 2011 ha girato Lope, biografia cinematografica dello scrittore spagnolo Lope de Vega.
Nel 2016 è stato uno dei tre direttori artistici della cerimonia inaugurale delle Olimpiadi di Rio. 
Dal 2018 è il regista principale della serie tv Under Pressure - Pronto soccorso.
Waddington è diventato noto anche per i suoi documentari su Maria Bethania, Arnaldo Antunes, Chacrinha.
Insieme al cognato Claudio Torres, al nipote Pedro Waddington e ad altri ha fondato la casa di produzione Conspiração Filmes, nell'ambito del cinema indipendente. 

## Vita privata
Ha quattro figli maschi: i primi due, Joao e Pedro, sono nati dal matrimonio con Kiti Duarte, terminato col divorzio. Waddington ha poi sposato l'attrice Fernanda Torres, ancora oggi sua moglie, che l'ha reso padre di Antonio e Joaquim.